# 1933 في النرويج
فيما يلي قوائم الأحداث التي وقعت خلال عام 1933 في النرويج.

## سياسة

### تعيين في المنصب
- 3 مارس – بير بيرغ لوند Minister of Finance of Norway ‏.
- 3 مارس – ينس إيساك دي لانغه كوبرو وزير الدفاع [الإنجليزية]‏.
- 3 مارس – يوهان لودفيغ موفينكل وزير الخارجية في النرويج، رئيس وزراء النرويج.

### انتهاء فترة المنصب
- 1 يناير – أول جون اولسن عضو برلمان النرويج  [لغات أخرى]‏.
- 1 يناير – كارل ويلهلم هارتمان عضو برلمان النرويج  [لغات أخرى]‏.
- 1 يناير – مارتن يوليوس هالفورسن نائب عضو برلمان النرويج  [لغات أخرى]‏.
- 1 يناير – هارالد جرام عضو برلمان النرويج  [لغات أخرى]‏.
- 1 يناير – هارالد هالفورسن عضو برلمان النرويج  [لغات أخرى]‏.
- 1 يناير – هانس جون جنسن نائب عضو برلمان النرويج  [لغات أخرى]‏.
- 1 يناير – ينس إيساك دي لانغه كوبرو عضو برلمان النرويج  [لغات أخرى]‏.
- 1 يناير – يوليوس باستيان اولسن عضو برلمان النرويج  [لغات أخرى]‏.
- 1 يناير – يوهان لودفيغ موفينكل عضو برلمان النرويج  [لغات أخرى]‏.
- 1 يناير – يوهان نيغورسفول عضو برلمان النرويج  [لغات أخرى]‏.
- 3 مارس – فيدكون كفيشلينغ وزير الدفاع [الإنجليزية]‏.
- 1 يناير – مارتن يوليوس هالفورسن نائب عضو برلمان النرويج  [لغات أخرى]‏.
- 1 يناير – يوليوس باستيان اولسن عضو برلمان النرويج  [لغات أخرى]‏.

## رياضة
- 1 يناير – كأس النرويج 1933 الفائز نادي ميوندالن.

## مواليد

### يناير
- 2 يناير – هدير ولدوم سباح نرويجي.
- 10 يناير – شتاين هاوغن منافِس أوليمبي نرويجي.

### فبراير
- 11 فبراير – أسبغورن إيدي قانوني نرويجي.
- 20 فبراير – يان هنريك كايزر عازف بيانو نرويجي.

### مارس
- 30 مارس – أنا-ليزا ممثلة نرويجية.[1]

### أبريل
- 4 أبريل – هانس كريستيان إريكسن[2]
- 16 أبريل – فين غوندرسن لاعب كرة قدم نرويجي.[3]
- 21 أبريل – نيلس أوس نحات نرويجي.[4]

## وفيات

### يناير
- 29 يناير – توماس فريدريك اولسن (مواليد 1857)[5]

### مارس
- 1 مارس – فريدريك جورج غيد (مواليد 1855) طبيب نرويجي.

### يونيو
- 18 يونيو – أولاف كرون (مواليد 1863) فنان نرويجي.[6]
- 29 يونيو – أولاف بول (مواليد 1883) شاعر نرويجي.

### يوليو
- 10 يوليو – فيلهلم كراغ (مواليد 1871) كاتب نرويجي.[7]